# Johann Fischbach
Johann Fischbach, född 5 april 1797, död 19 juni 1871, var en tysk landskapsmålare.
Fischbach gjorde sig främst känd genom teckningsserien Die Waldbäume Deutschlands (fotograferad i 28 blad).

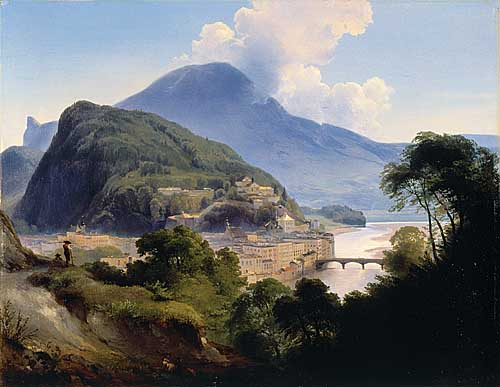
View of Salzburg with the Kapuzinerberg (1844)
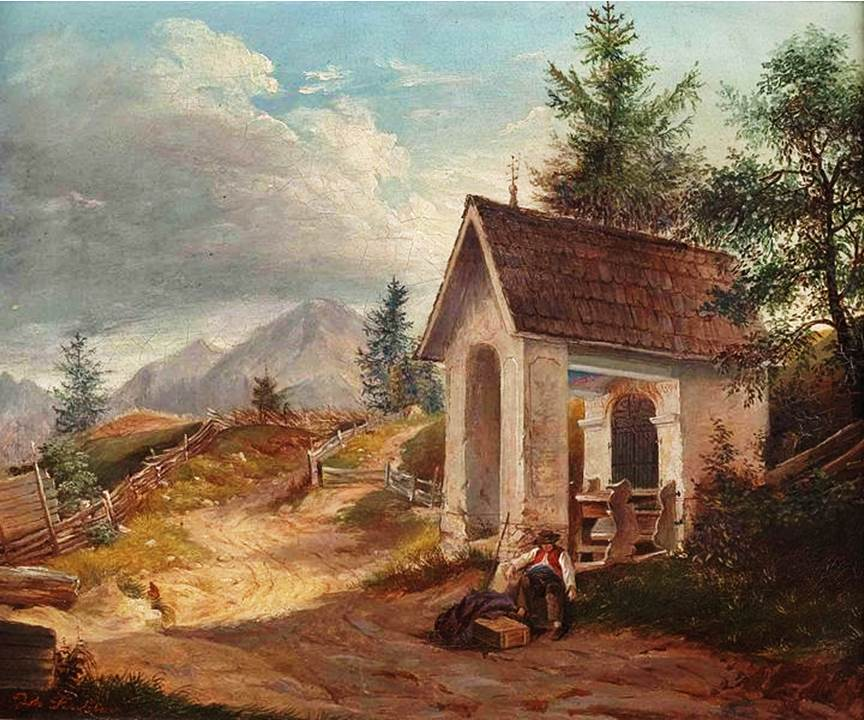
Resting in Front of the Chapel (1871)
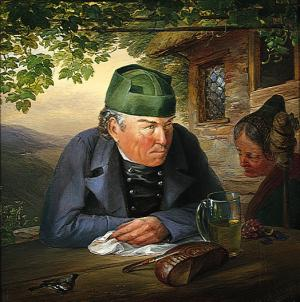
Vesper Bread (1831)
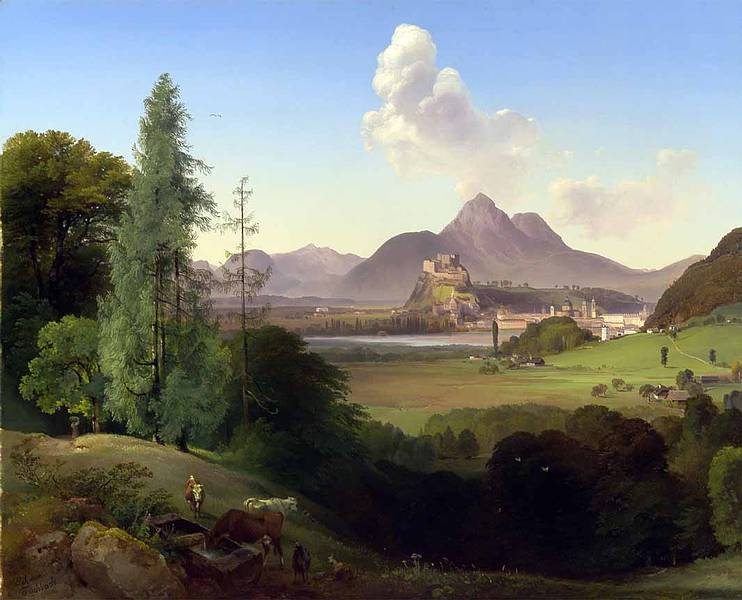
Salzburg (1850)